# Sulejman Naibi
Sulejman Naibi est un poète albanais, figure de la tradition musulmane de la littérature byzantine.

## Biographie
Né à Berat, en Albanie centrale, il a vécu sa vie ici, malgré un bref détour vers Elbasan. En manuscrit, il a laissé un divan entier (recueil de poèmes) pour la postérité trouvé à Berat en 1913. Le manuscrit a été détruit pendant la Seconde Guerre mondiale à Fier en 1944, de sorte que ses poèmes sont restés sous une forme folklorique jusqu'à récemment, sur les lèvres du peuple albanais central. De plus, il y avait environ une douzaine de poèmes de huit ou douze lignes, précédemment imprimés. Sur cette base, les principaux motifs de sa poésie étaient la louange de la joie de vivre, de l'amour et de la beauté féminine. Ses poèmes montrent moins d'influence orientale que les œuvres contemporaines de Nezim Frakulla et sont plus proches de la poésie populaire dans leur langue.